# 後社

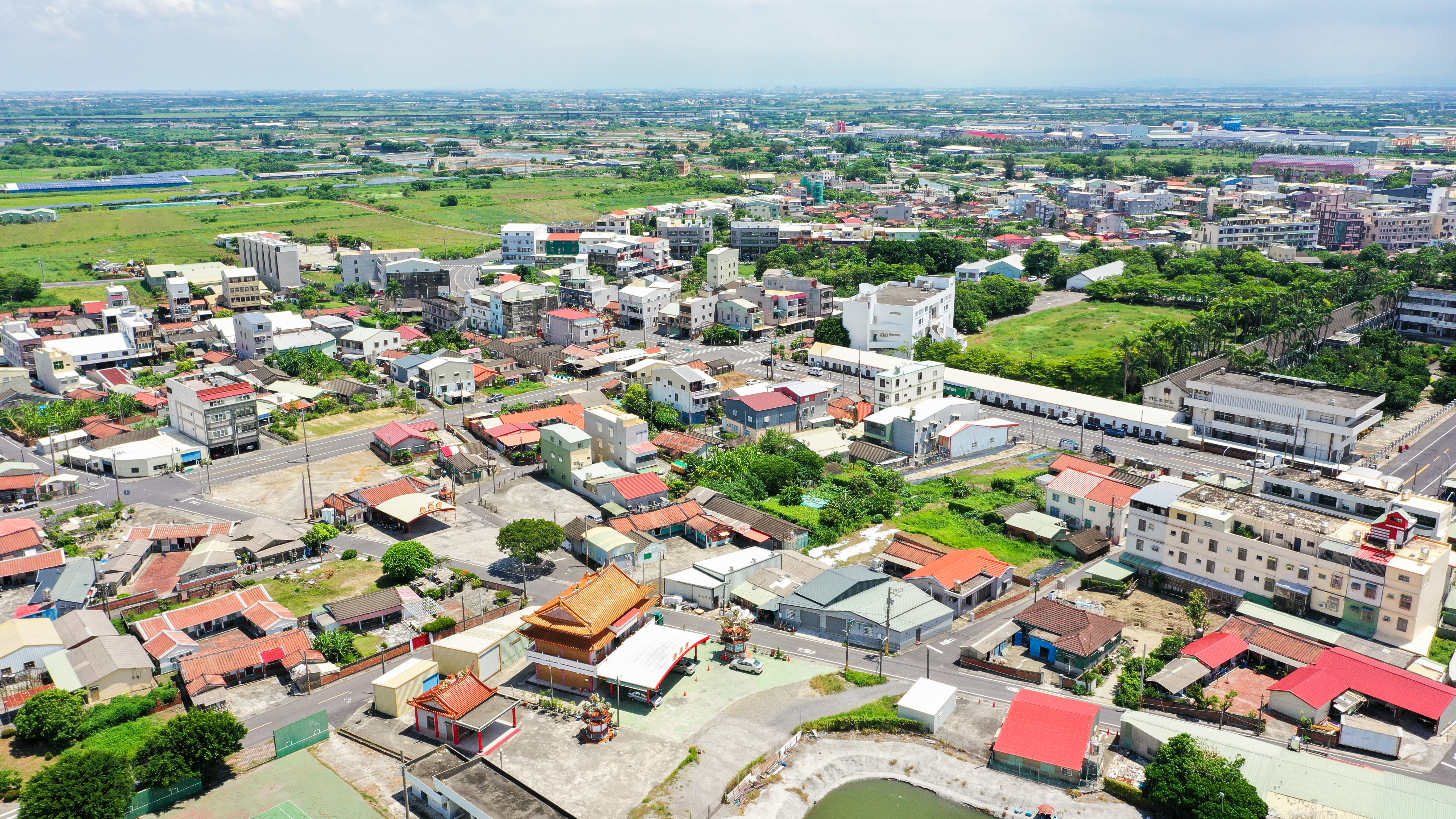
學甲後社空照-1

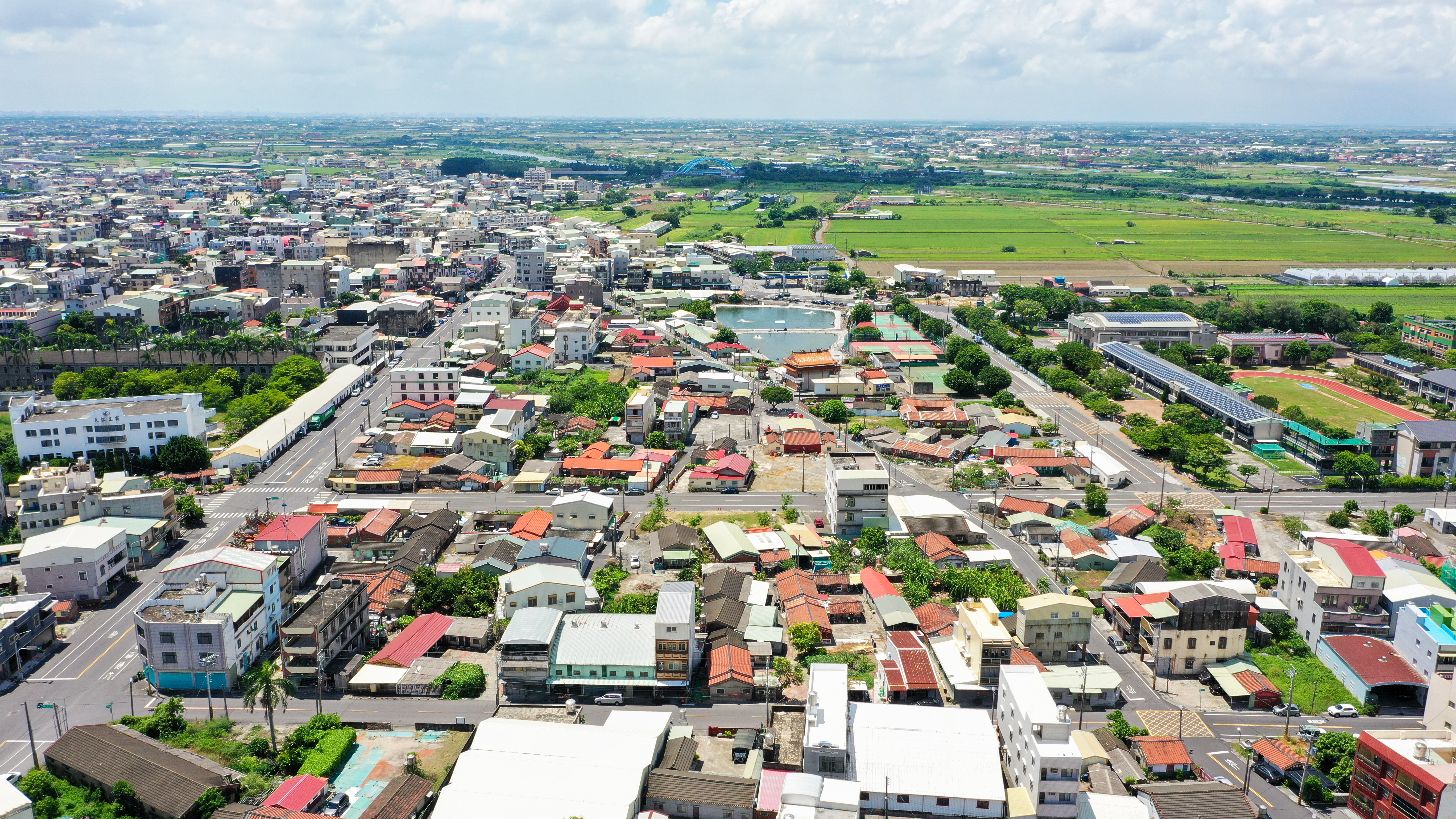
學甲後社空照-2

後社是臺灣臺南市學甲區的一個傳統地域名稱，昔為西拉雅平埔族學甲社舊地之一，在舊學甲鎮西北角，是舊時學甲十三庄的莊頭之一，屬於學甲八區中的後角區，戰後行政區曾經規劃為學甲鎮一秀里，現已歸為秀昌里，境內有兩個角頭，除原後社外還有彭城（今下溪洲）角頭。

## 宗教信仰

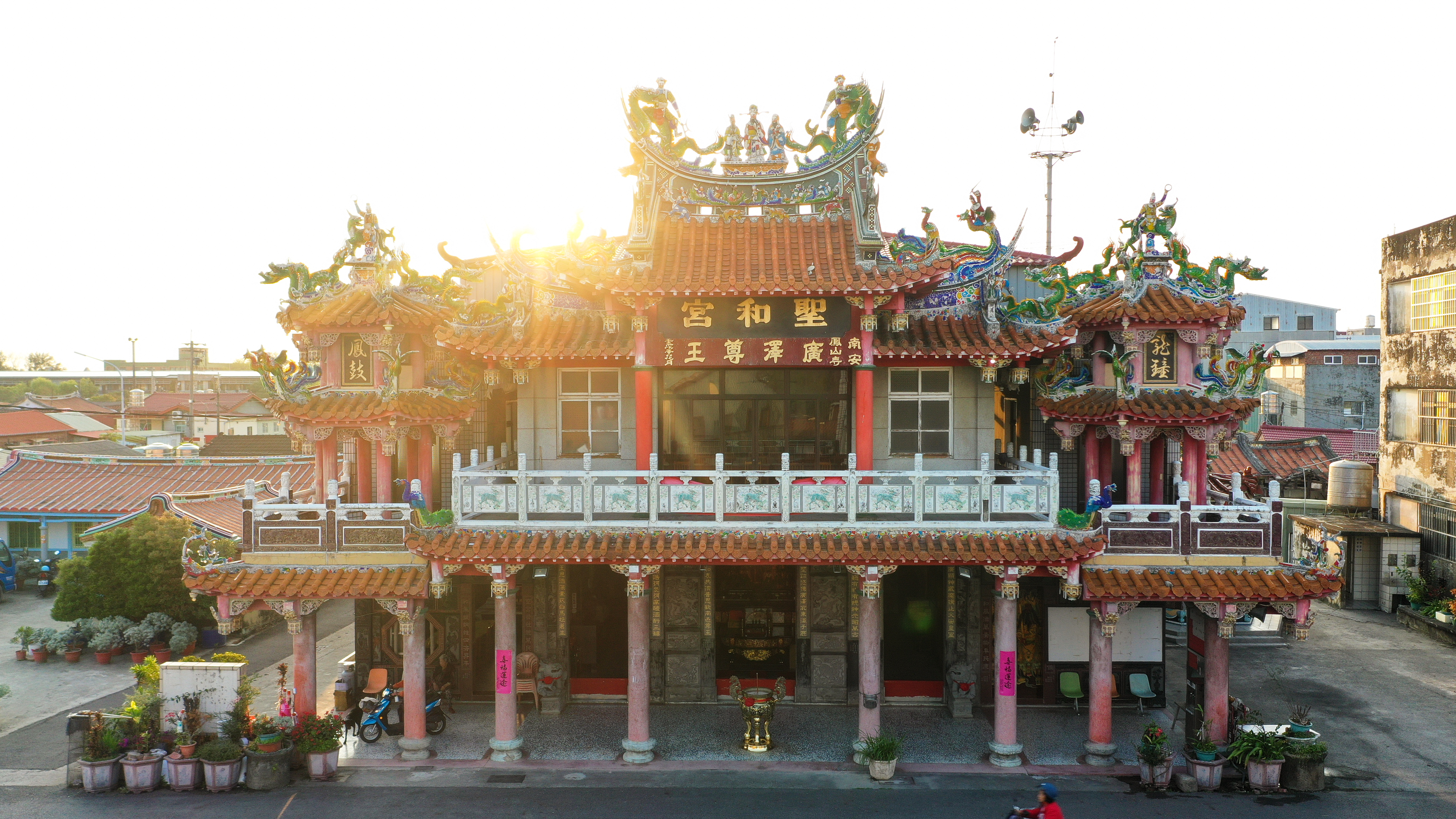
聖和宮

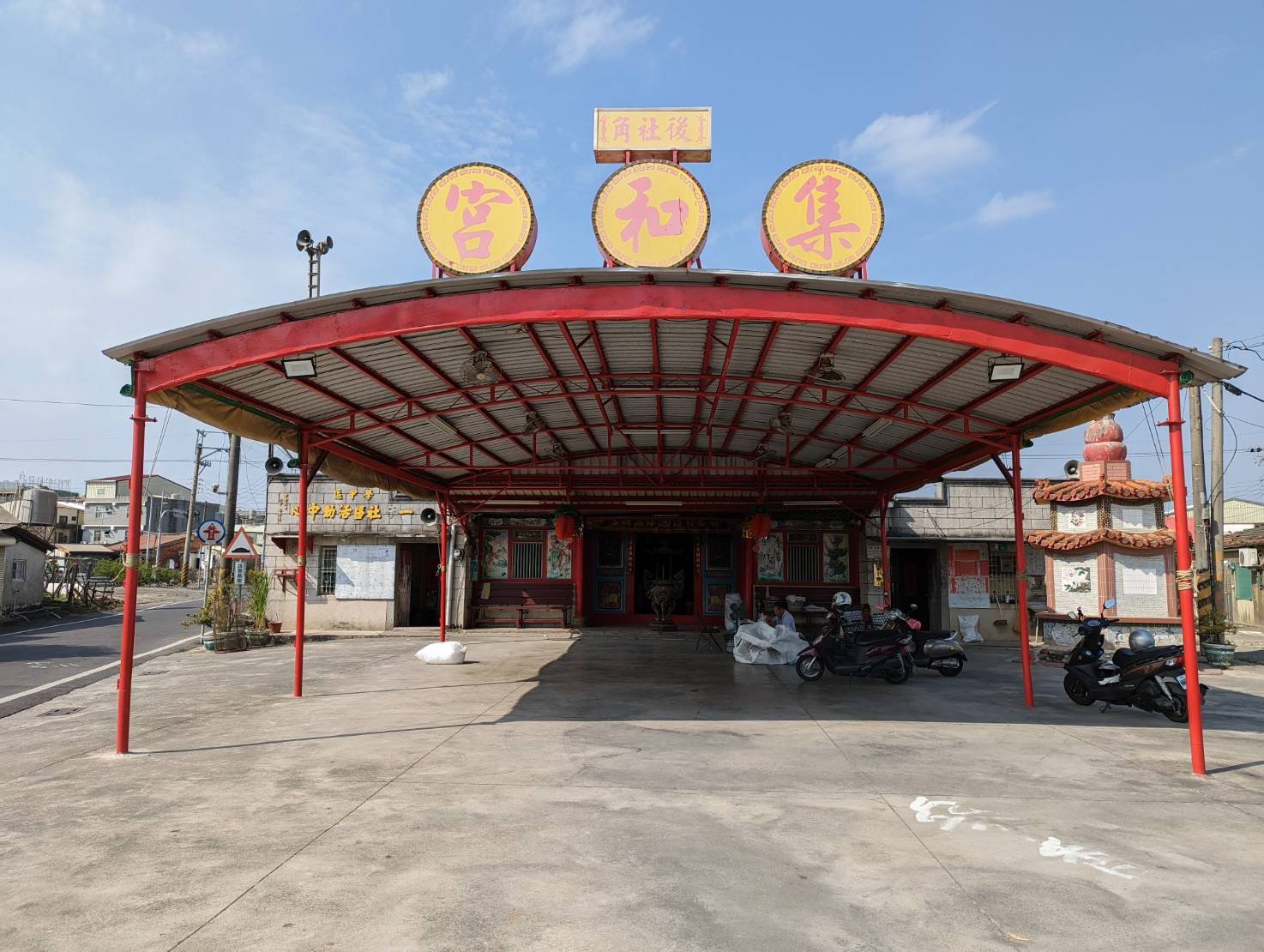
集和宮

後社庄內有四座角頭廟各為：聖和宮（主祀為廣澤尊王）、西龍宮（主祀為李府千歲）、仙祖廟（主祀為李鐵枴），另一集和宮（主祀為保生大帝）。其中集和宮是後庄最早建立的庄廟，清道光7年（1827年）由柯、郭、劉、黃、蘇、蔡、陳、周、史、林等10 姓共同集資興建，故而創建一開始稱「十姓公廟」，今日的廟體為1967年重新興築，而重建時仍維持早年的公厝建築形態，學甲上白礁及刈香時的蜈蚣陣，即由集和宮所創立。
下溪洲仔（彭城），初稱「溪洲仔」，位處於學甲市區西北邊，劉、郭為主要姓氏，前者以中國福建泉州同安縣鼎尾鄉18都劉葵為開臺祖，庄內角頭廟有: 慈太宮（主祀為中壇元帥）、玉皇宮（主祀為玉皇大帝）、神澤宮（主祀為神農四大帝）。

## 庄內大姓[6]
後社 : 李
彭城（下溪洲） : 劉、郭